# Leung Chui-kei
Leung Chui-kei (* 23. Juni 2003), auch Leung Chui, Kelly Leung, Leung Chui Kelly oder Leung Chui-kei Kelly ist eine Tennisspielerin aus Hongkong.

## Karriere
Leung spielt überwiegend Turniere auf der ITF Women’s World Tennis Tour, bei denen sie bislang aber noch keinen Titel gewinnen konnte.
Zwischen 2018 und 2021 gewann Leung zwei Einzel- und acht Doppeltitel auf der ITF Junior Tour.
Seit 2023 spielt Leung für die Fed-Cup-Mannschaft von Hongkong, wo sie bei bislang einer Nominierung von ihren drei Begegnungen alle drei Doppel gewinnen konnte.

### College Tennis
Seit 2021 spielt Kelly Leung für die Damentennismannschaft der Huskies der University of Washington.

## Persönliches
Kelly ist die Tochter von Lois und Andy Leung, der früher professioneller Golfer war und hat einen ältren Bruder Aaron.